# Пашпарт грамадзяніна N.R.M.
Пашпарт грамадзяніна N.R.M. — альбом белорусской рок-группы N.R.M., записанный и изданный в 1998 году. Стал первым альбомом группы, изданным на компакт-диске. Критики отмечают успешность композиций «Паветраны шар» и «Песьні пра каханьне».

## Список композиций
1. Кумба
2. Паветраны шар
3. Твой партрэт
4. Я еду
5. 25, 26, 27
6. Нам усім гамон!
7. Песьні пра каханьне
8. Песьня юных падпольшчыкаў
9. Добры вечар дзеўчыначка
10. Пакуль не пачнецца вайна
11. Беларускі шлях

## Состав
- Лявон Вольский: вокал, гитара
- Пит Павлов: гитара, бэк-вокал
- Юрий Левков: бас-гитара, бэк-вокал
- Олег Демидович: ударные, бэк-вокал